# Suzukiana diehli
Suzukiana diehli är en fjärilsart som beskrevs av Sergius G. Kiriakoff 1974. Suzukiana diehli ingår i släktet Suzukiana och familjen tandspinnare. Inga underarter finns listade i Catalogue of Life.